# مهای چتها
مهای چتها (به انگلیسی: Mahay Chattha) یک روستا در پاکستان است که در ناحیه گوجرانوالا واقع شده‌است.